# Harlem Line
Harlem Line – linia kolejowa w stanie Nowy Jork w Stanach Zjednoczonych. Łączy Nowy Jork (Grand Central Terminal) ze stacją Wassaic w mieście Amenia. Przebiega przez miasto Nowy Jork (okręgi-hrabstwa Manhattan i Bronx) oraz hrabstwa Westchester, Putnam i Dutchess. Przewozy na linii realizuje Metro-North Railroad. Długość linii wynosi 132 km.
Na odcinku Grand Central – Harlem–125th Street dzieli przebieg z linią Hudson Line, a na odcinku Grand Central – Woodlawn z New Haven Line.
Linia jest zelektryfikowana (poprzez trzecią szynę) na odcinku Grand Central – Southeast.

## Przewozy pasażerskie
W 2023 roku Metro-North przewiozło linią Harlem 18,32 mln pasażerów, co stanowiło wzrost o 22,6% w stosunku do roku 2022 (14,95 mln). Historycznie najwięcej pasażerów rocznie przewieziono w 2017 roku - 27,8 mln.

## Historia
Linia przebiega po torach kolejowych wybudowanych w XIX wieku. W 1972 roku połączenia na północ od Dover Plains zostały zawieszone. Ponownie wznowiono je w ramach pierwszej w historii Metro-North rozbudowy sieci, kiedy otwarto dwie nowe stacje kolejowe w mieście Amenia – Tenmile River i Wassaic.

## Stacje
Na linii znajdują się następujące stacje:
- Grand Central Terminal
- Harlem–125th Street
- Melrose
- Tremont
- Fordham
- Botanical Garden
- Williams Bridge
- Woodlawn
- Wakefield
- Mt Vernon West
- Fleetwood
- Bronxville
- Tuckahoe
- Crestwood
- Scarsdale
- Hartsdale
- White Plains
- North White Plains
- Valhalla
- Mt. Pleasant
- Hawthorne
- Pleasantville
- Chappaqua
- Mount Kisco
- Bedford Hills
- Katonah
- Goldens Bridge
- Purdy's
- Croton Falls
- Brewster
- Southeast
- Patterson
- Pawling
- Appalachian Trail
- Harlem Valley–Wingdale
- Dover Plains
- Tenmile River
- Wassaic

## Dawne odgałęzienia
W przeszłości linia posiadała dwa odgałęzienia:
- Do Lake Mahopac – pasażerskie odgałęzienie od stacji Goldens Bridge do Lake Mahopac, gdzie znajdowała się stacja kolejowa w bezpośrednim sąsiedztwie stacji o tej samej nazwie na linii Putnam Division. Linia została otwarta w 1972 roku przez New York & Mahopac Railway. W 1880 roku została przejęta przez New York & Harlem Railroad. W 1959 roku zawieszono ruch pasażerski, a tory wkrótce rozebrano[5].
- Do Port Morris – towarowa linia, łącząca okolice stacji Melrose z New Haven Line w Port Morris, nad cieśniną East River. Wybudowana jako Spuyten Duyvil and Port Morris Railroad w 1842 roku. W 1853 roku przejęta przez New York & Harlem[5]. W późniejszych latach właścicielem linii był CSX. Do 1999 roku odbywał się na niej ruch towarowy. W 2003 roku została oficjalnie zamknięta[6].